# Popcsusza
Popcsusza (hangul: 법주사, Popcsu templom) hatodik századi buddhista templom Pounban, Dél-Korea Észak-Cshungcshong tartományában. Az 1058 méter magas Szongni-hegyen (속리산) található. Érdekessége, hogy itt épült Korea legmagasabb, 22,7 méteres, ötszintes fapagodája.

## Története
Arra vonatkozóan, hogy mikor épült, nincsenek pontos források. Egy legenda szerint 553-ban Isin (의신) mester buddhista tekercseket olvasgatott a Szongni hegyen és úgy döntött, templomot épít itt. Valaha 60 épület és 70 remetelak tartozott hozzá, mára ezekből 30 marad meg.

## Kulturális örökség
A templom komplekszum számos nemzeti kincset, második kategóriájú kincset, természeti emléket és történelmi helyszínként definiált kulturális örökséget rejt.

### Nemzeti kincsek
ikeroroszlános kőlámpás (5. számú nemzeti kincs)
Valószínűleg 720-ban, Szongdok király uralkodása alatt készült, az egyesített Silla királyság idejében. Alakja különleges, a lámpás tartóoszlopát két oroszlán adja.
Phalszangdzson (55. számú nemzeti kincs)
Az épület különlegesnek számít, mivel Korea egyetlen megmaradt fapagodája, illetve a legnagyobb is egyben. A 16. századi japán megszállás idején elpusztult, utána újjáépítették, majd 1968-ban felújították.
lótuszvirág alakú kőtál (64. számú nemzeti kincs)
A mennyországot szimbolizáló, nyitott lótuszvirág alakú, egykoron vizzel töltött tál gomba alakú tartókőn áll. A silla korabeli tál egy része megsérült, a kő lótuszleveleket vasrudakkal erősítették meg, a további pusztulást megelőzendő.

### Kincsek
A második, „kincs” kategóriába sorolt műemlékek és műtárgyak:
- Négy őrző király kőlámpás (15. kincs)
- Sziklába vésett buddhaábrázolás (216. kincs)
- Teungbodzson csarnok (대웅보전) (915. kincs)
- Vonthongbodzson csarnok (원통보전) (916. kincs)
- Buddhista festmény (1259. kincs)
- Agyagból készült ülő hármas Buddha-szobor (1360. kincs)
- Fából készült ülő Avalókitésvara bodhiszattva szobor (1361. kincs)
- Vas edény (1413. kincs)
- Higjon (희견) bodhiszattva szobor (1417. kincs)

### Egyéb
- Szamnjonszanszong (삼년산성) erődje (235. számú történelmi látványosság)[7]
- Csongiphumszong (정이품송) (103. számú természeti emlék): 600 éves vörösfenyő, melynek egy legenda szerint Szedzso király miniszteri rangot adományozott.[8]
- 200 éves tarkakérgű fenyő (104. természeti emlék)[9]
- Berchemia fa (207. természeti emlék)[10]

## Galéria

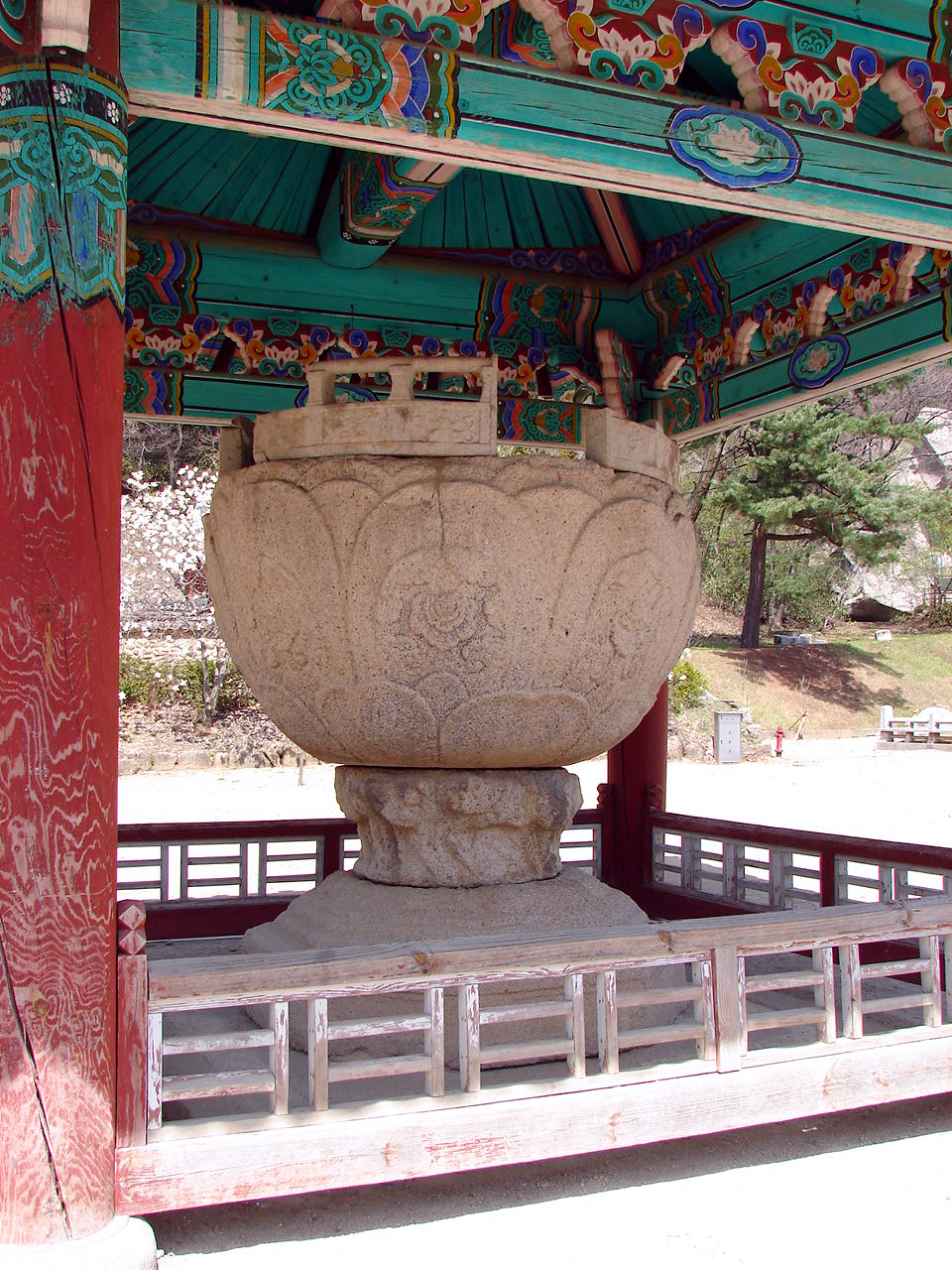
lótuszvirág alakú kőtál (64. számú nemzeti kincs)
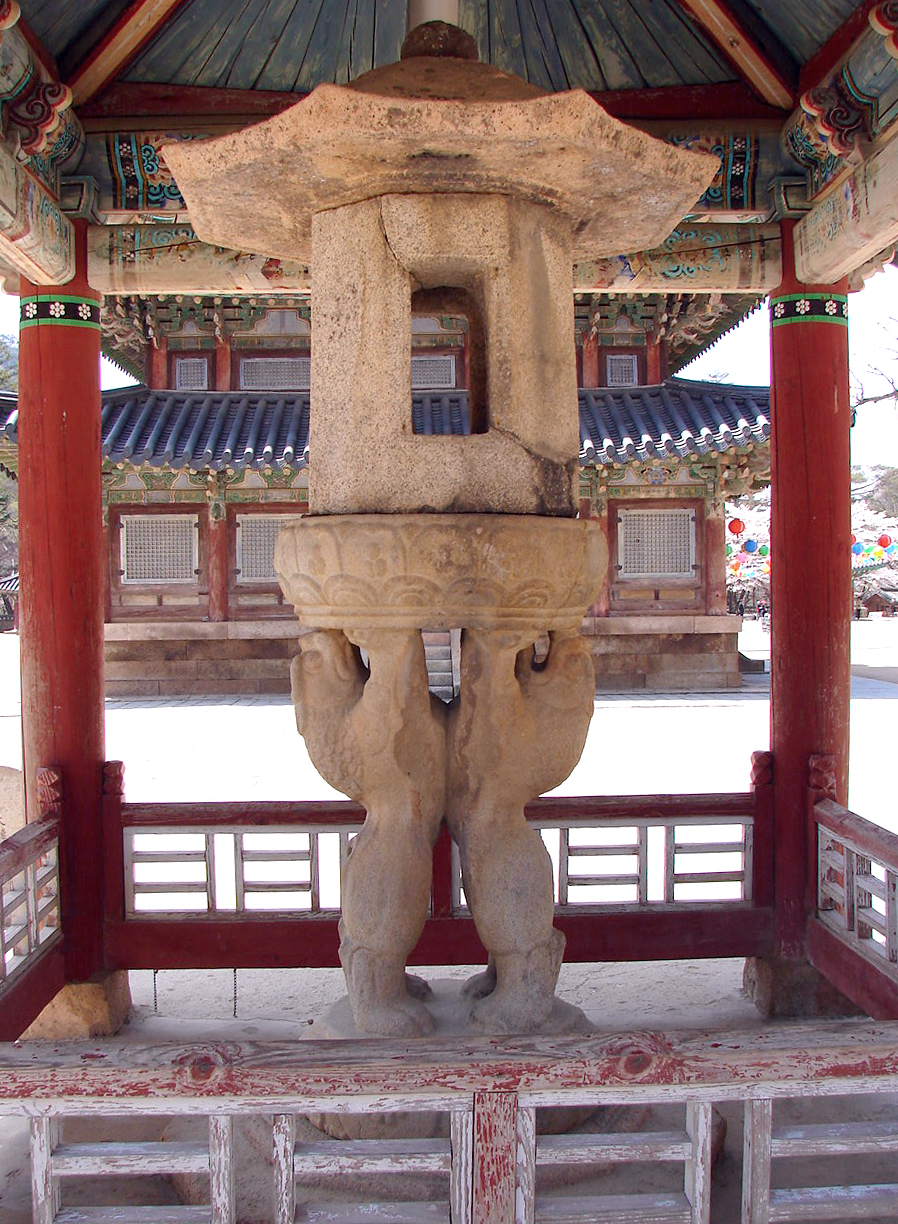
ikeroroszlános kőlámpás (5. számú nemzeti kincs)
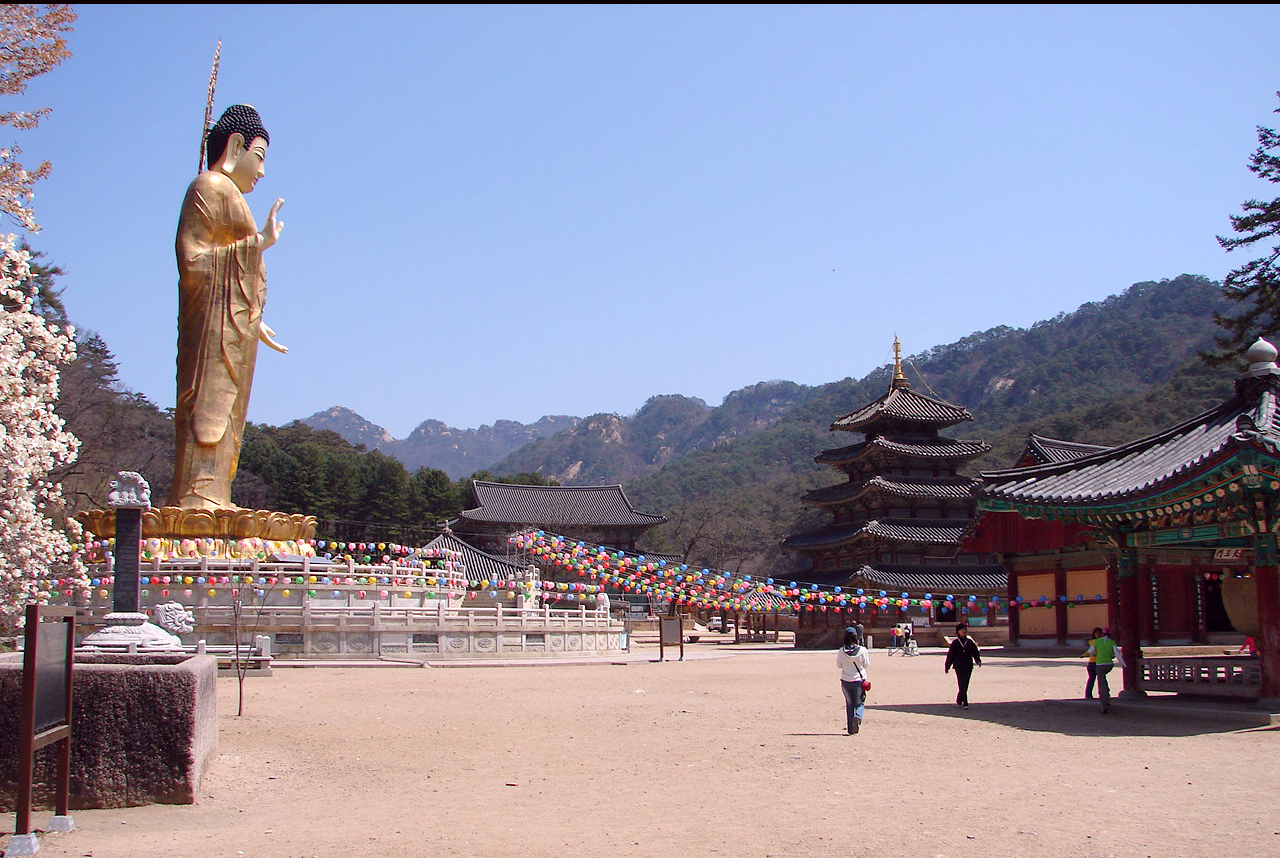
Popcsusza látképe
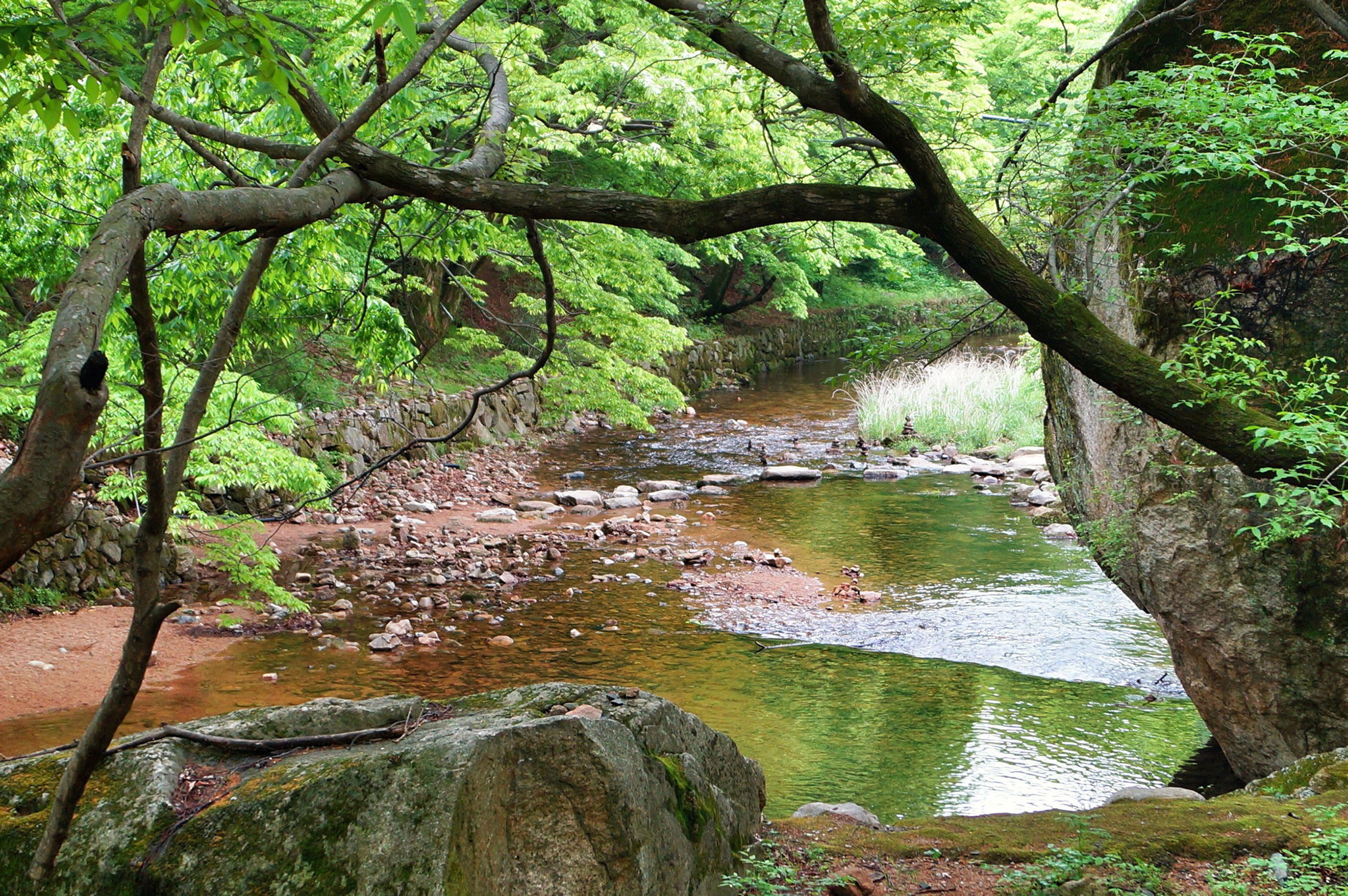
Popcsusza környéke
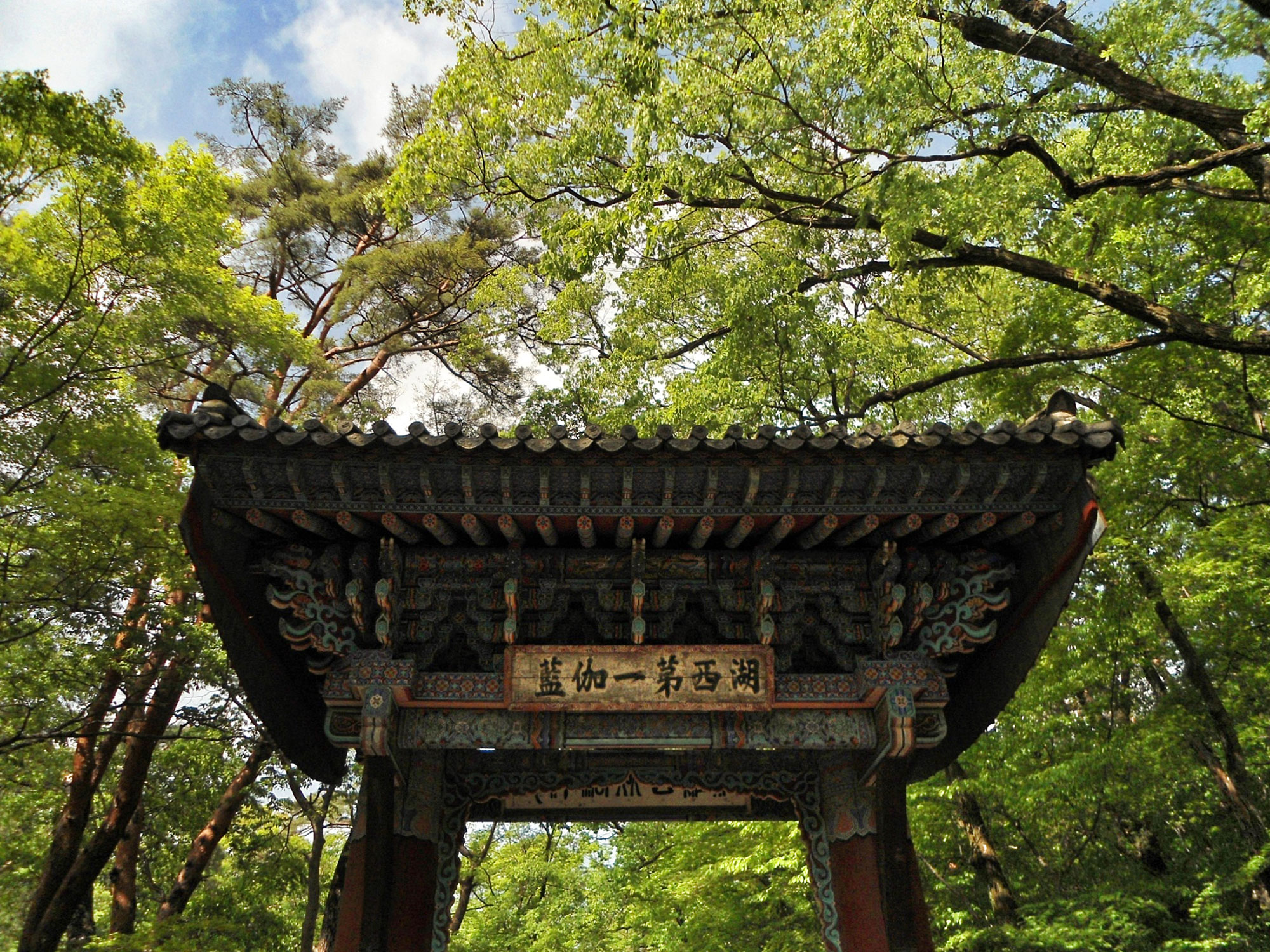
Bejárati kapu